# فالتر يانسين
فالتر يانسين (بالألمانية: Walter Janssen)‏ هو مبدع ومؤلف ومخرج وممثل ألماني، ولد في 7 فبراير 1887 في ألمانيا، وتوفي بنفس المكان في 1976. من الجوائز التي نالها جائزة الفيلم الألماني ‏.

## جوائز
- جائزة الفيلم الألماني [الإنجليزية]‏

## وصلات خارجية
- فالتر يانسين على موقع IMDb (الإنجليزية)
- فالتر يانسين على موقع ألو سيني (الفرنسية)
- فالتر يانسين على موقع أول موفي (الإنجليزية)
- فالتر يانسين على موقع قاعدة بيانات الأفلام السويدية (السويدية)
- فالتر يانسين على موقع قاعدة بيانات الفيلم (الإنجليزية)
- فالتر يانسين على موقع كينوبويسك (الروسية)